# Yunisleidy García
Yunisleidy de la Caridad García (* 11. August 1999 in Remedios) ist eine kubanische Leichtathletin, die sich auf den Sprint spezialisiert hat. Sie ist aktuell Inhaberin des Landesrekordes im 100-Meter-Lauf und siegte 2023 über diese Distanz sowie in der 4-mal-100-Meter-Staffel bei den Panamerikanischen Spielen.

## Sportliche Laufbahn
Erstmals Erfahrungen bei internationalen Meisterschaften sammelte Yunisleidy García im Jahr 2019, als sie bei den Panamerikanischen Spielen in Lima mit 11,66 s in der ersten Runde im 100-Meter-Lauf ausschied und auch über 200 Meter kam sie mit 23,92 s nicht über den Vorlauf hinaus. 2021 startete sie im 200-Meter-Lauf bei den erstmals ausgetragenen Panamerikanischen Juniorenspielen in Cali und gelangte dort mit 24,16 s auf den siebten Platz. Im Jahr darauf belegte sie bei den NACAC-Meisterschaften in Freeport in 11,30 s den siebten Platz über 100 Meter und gelangte mit der kubanischen 4-mal-100-Meter-Staffel mit 44,46 s auf Rang fünf. 2023 lief sie die 100 Meter in 11,08 s und verbesserte damit den Landesrekord von Liliana Allen aus dem Jahr 1992 um zwei Hundertstelsekunden. Im Juli gewann sie bei den Zentralamerika- und Karibikspielen (CAC) in San Salvador in 11,50 s die Bronzemedaille über 100 Meter hinter der Lucianerin Julien Alfred und Yanique Dayle aus Jamaika und über 200 Meter sicherte sie sich in 23,05 s die Silbermedaille hinter der Jamaikanerin Dayle. Zudem siegte sie mit der Staffel in 43,17 s. Daraufhin wurde sie bei den Weltmeisterschaften in Budapest in der ersten Runde wegen eines Fehlstarts disqualifiziert und kam über 200 Meter mit 23,22 s nicht über den Vorlauf hinaus. Zudem verpasste sie mit der Staffel mit 43,17 s den Finaleinzug. Ende Oktober siegte sie in 11,36 s bei den Panamerikanischen Spielen in Santiago de Chile. Zudem sicherte sie sich über 200 Meter in 23,33 s die Silbermedaille hinter der Dominikanerin Marileidy Paulino und siegte mit der Staffel in 43,72 s gemeinsam mit Laura Moreira, Enis Pérez und Yarima García. Bei den World Athletics Relays 2024 auf den Bahamas verpasste sie mit der 4-mal-100-Meter-Staffel eine Direktqualifikation für die Olympischen Sommerspielen in Paris. Dort ging sie über 100 Meter an den Start und schied mit 11,37 s in der ersten Runde aus.
In den Jaren 2019 und 2023 wurde García kubanische Meisterin im 100-Meter-Lauf sowie 2023 über 200 Meter und 2016, 2023 und 2024 siegte sie in der 4-mal-100-Meter-Staffel.

## Persönliche Bestzeiten
- 100 Meter: 11,08 s (+1,8 m/s), 27. Mai 2023 in Fort-de-France (kubanischer Rekord)
- 200 Meter: 23,00 s (−0,5 m/s), 28. April 2023 in Caracas